# Menudo (culinária mexicana)
Menudo é uma sopa de tripa (estômago) de vaca típica do México e uma tradição do Ano Novo − no México, na Guatemala, em Belize e nos Estados Unidos (estados fronteiriços ao México) −, é considerada uma cura para a ressaca. A tripa é cortada em pequenos pedaços e posta para cozer em água, junto com um chambão, cebola, alho, sal, coentro, orégão, malagueta moída e pimenta preta, até a tripa e a carne estarem macias. Retira-se o chambão, separa-se a carne e o tutano, que voltam para a sopa, junta-se milho nixtamalizado e volta ao lume para cozer o milho. Serve-se quente, com tortilhas. 